# Mihai Trăistariu

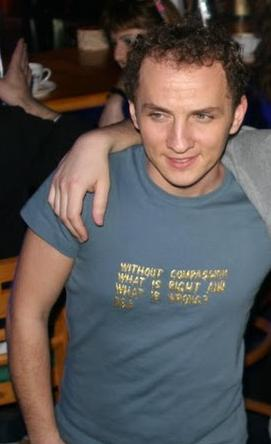
Mihai Trăistariu

Mihai Trăistariu, född 16 december 1979 i Piatra Neamţ i Rumänien, är en sångare och musiker.
Trăistariu är en av Rumäniens mest populära popartister och har släppt sju album. Han har även turnerat i andra länder, som exempelvis Tyskland, Frankrike, Österrike, Sverige och Belgien. Han uppträdde även under SchlagerPride i Stockholm i augusti 2006. 

## Eurovision Song Contest
Trăistariu har medverkat i den rumänska uttagningen till Eurovision Song Contest sex gånger och det var på det sjätte försöket, 2006, som han vann uttagningen. Bidraget heter Tornerò och sjungs på både engelska och italienska. Han åkte till tävlingen i Aten och efter omröstningen slutade Tornerò på fjärde plats med 172 poäng efter Finland, Ryssland och Bosnien-Hercegovina. Sveriges representant, Carola, fick 170 poäng och slutade på femte plats. 
Singeln med Tornerò kom under sommaren och hösten att klättra på hitlistorna runtom i Europa och spelades även flitigt i radio. 

## Röstkapacitet
Mihai Trăistariu har ett röstomfång på fem och 1/3 oktav, vilket är ovanligt stort för män. Det har gjort att han har kallats för "en manlig Mariah Carey". Likaså kan han sjunga i falsett.